# 속도변조관

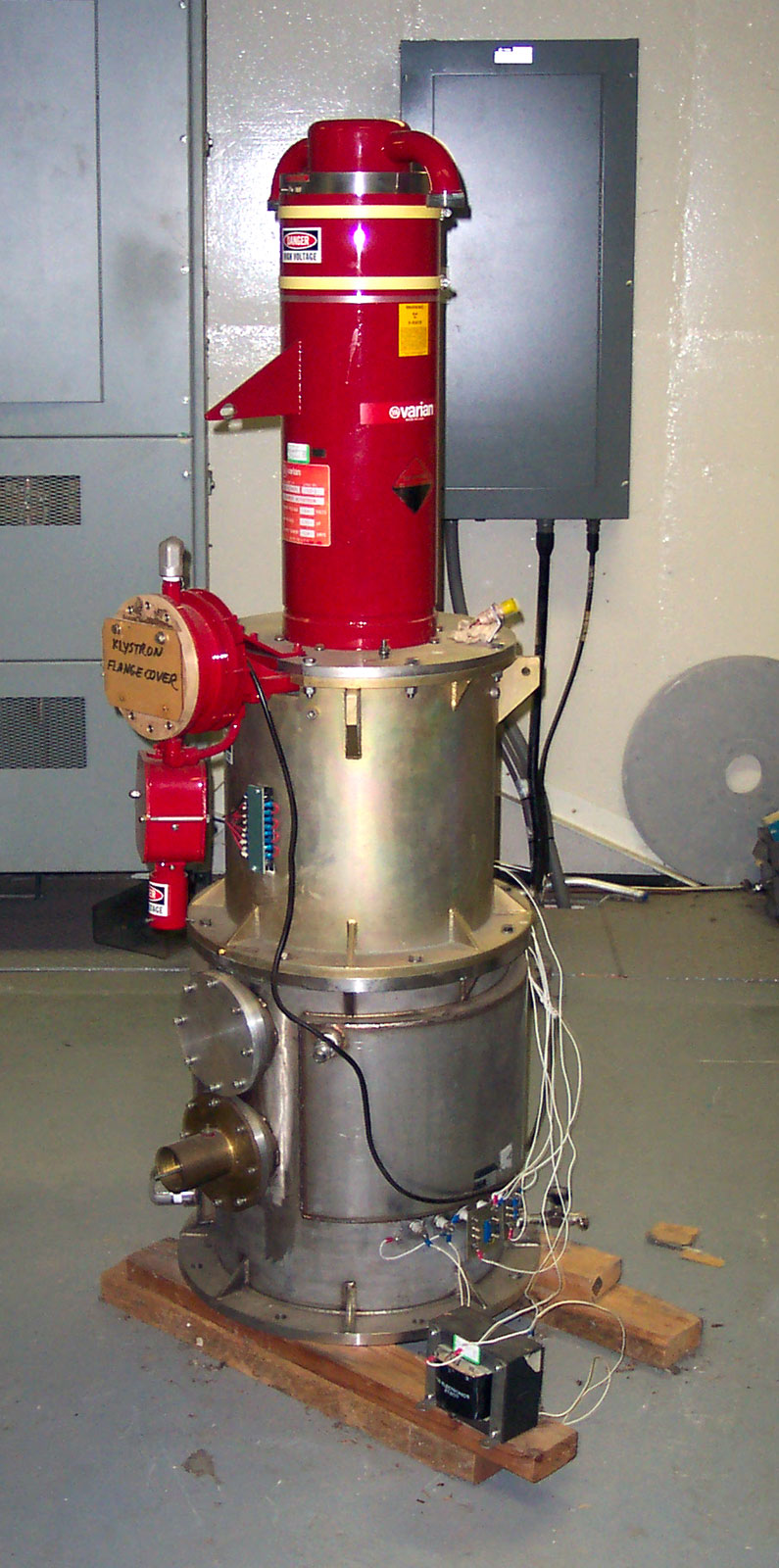
고출력 속도변조관

속도변조관(速度變調管) 또는 클라이스트론(Klystron)은 극초단파의 신호를 발진, 증폭하는 진공관 소자로 입자가속기, 레이다, 위성통신 등에 활용된다. 자이로트론과 함께 핵융합에서 플라즈마를 가열하는 용도로도 사용된다.
1937년 미국 스탠퍼드 대학의 Russell Varian에 의해 발명되었다. 직진형과 반사형이 있으며 직진형은 주로 증폭에, 반사형은 발진에 사용된다. 수 KW에서 MW까지 매우 높은 출력을 낼 수 있지만 공동공진기(cavity resonator) 구조의 특성으로 인해 대역폭이 좁다는 단점이 있다.

## 원리
직진형 속도변조관은 음극에서 나온 전자가 집속전극, 가속전극을 지나 입력공동(cavity)을 통과한다. 이 때 입력신호에 따라 전자가 가속 또는 감속된다(속도변조). 또 전자가 주행하는 동안에, 감속을 받은 전자의 뒤에 가속을 받은 전자가 따라 붙어 전자의 흐름이 조밀한 무리를 이룬다(밀도변조). 이것이 출력공동을 통과할 때 출력에 에너지를 주게 된다.
반사형 속도변조관이 직진형과 다른점은 공동이 1개라는 것과, 반사전극에 의해 전자의 흐름이 공동을 통과한 후 되돌아 간다는 것이다. 발진원리는 처음에 전자가 공동을 통과할 때 어떤 원인에 의하여 속도변조를 받아 반사한 후 다시 공동을 통과할 때 발진을 일으킨다.

## 같이 보기
- 자전관 (Magnetron)
- 진행파관 (Traveling Wave Tube)
- 사이클로트론
- 자이로트론
- 스탠퍼드 선형 가속기 센터